# Климе (филм)
Климе (тур. İklimler) је турски драмски филм из 2006. режисера Нурија Билгеа Џејлана. Филм приказује све лошији однос између истанбулског пара, Исе и Бахара, које играју Џејлан и његова супруга Ебру Џејлан. Ово је први Џејланов филм снимљен у HD резолуцији.

## Прича
Филм почиње секвенцом на летњем одмору у Кашу, где брачни пар једва разговара. Иса фотографише античке споменике за вечито недовршену тезу за предмет који предаје на факултету; Бахар гледа. На плажи она заспи и сања да је он гуши у песку. Након што је увежбао свој говор док Бахар плива, Иса јој каже да жели да се разиђу. Док се мотоциклом враћају у град, она му изненада рукама прекрива очи, што доводи до судара мотора, иако су обоје избегли озбиљне повреде. Пар одлази својим путем и Бахар му каже да више не зове.
Како почиње јесен у Истанбулу, Иса поново успоставља контакт са Серап. Са њом је раније варао Бахар. Стиже зима и Иса сања о одмору у сунчаним пределима, али уместо тога лети у Агри, хладну источну провинцију Турске, где Бахар ради као уметнички директор и снима ТВ серију на локацији. Покушава да је придобије, али она га одбија. Бахар касније долази у његову хотелску собу и преноћи, али ујутро он лети сам кући.

## Глумачка подела
- Ебру Џејлан као Бахар
- Нури Билге Џејлан као Иса
- Назан Кирилмиш као Серап
- Мехмет Ерилмаз као Мехмет
- Ариф Ашчи као Ариф
- Цан Озбатур као Гувен

## Техника
Филм садржи дугачке снимке крупног плана и поетске пејзаже. Дијалог садржи дуге тишине током којих се истичу необавезни звуци, као што је звук жене која црта на цигарети.

## Пријем
Климе је добио позитивне критике од критичара. На порталу Rotten Tomatoes, филм има оцену од 73%, на основу 66 рецензија, са просечном оценом 6,9/10. Критички консензус сајта гласи: „Естетски исправан и солидно одглумљен, али ће ипак деловати шупље за неке гледаоце“. На Метакритик -у, филм има оцену 72 од 100, на основу 25 критичара, што указује на „генерално повољне критике“.
Филм је номинован за Златну палму на Канском фестивалу 2006. У Кану је освојио награду ФИПРЕСЦИ. Критичар Мајкл Филипс прогласио је Климе најбољим филмом 2006, а касније и трећим највећим филмом деценије.